# Aq Qala
Aq Qalā (farsi آق‌قلا) è il capoluogo dello shahrestān di Aq Qala, circoscrizione Centrale, nella provincia del Golestan. Aveva, nel 2006, una popolazione di 27.402 abitanti.